# Волфганг Георг Фридрих фон Пфалц-Нойбург
Волфганг Георг Фридрих фон Пфалц-Нойбург (на немски: Wolfgang Georg Friedrich Franz von Pfalz-Neuburg; * 5 юни 1659, Дюселдорф; † 4 юни 1683, Винер Нойщат) от династията Вителсбахи, е прин

## Живот
Той е петото дете и вторият син на херцог Филип Вилхелм фон Пфалц-Нойбург (1615 – 1690) и втората му съпруга Елизабет Амалия (1635 – 1709), дъщеря на ландграф Георг II фон Хесен-Дармщат.
Като втори син за него е определена църковна кариера. Той е номиниран за помощен (Weihbischof) епископ на Кьолн и трябва да стане княжески епископ на Бреслау. Той умира преди избора на 23 години във Винер Нойщат, връщайки се от аудиенция при папата в Рим. Погребан е в дворцовата църква в Нойбург на Дунав. На неговото място за княжески епископ на Бреслау е номиниран по-малкият му брат Франц Лудвиг фон Пфалц-Нойбург.